# 何烈山
何烈山（希伯來語： Har Ḥōrēḇ, Chōrēb），《思高譯本》譯為曷勒布，是《舊約》記載的一個山峰，臨近米甸。在這座山上，上帝首次顯現在摩西面前，要求他帶領以色列人離開埃及。同時也是上帝給與十誡的地方。在〈出埃及記〉與〈列王記〉中，這座山也被稱為伊羅興之山（希伯來語：הַר הָאֱלֹהִים），猶太人也稱它為雅威之山（Mountain of YHWH）、耶和華之山，基督徒稱為上帝之山，天主之山。
在舊約的其他段落中，何烈山與西乃山被當成相同的山峰。新教神學家约翰·加尔文主張這是同一座山的不同名字，之後這個說法成為基督教世界的主流。但也有學者抱持不同看法，阿伯拉罕·伊本·埃茲拉曾說這是一座有兩個山頭的山脈，一個山峰為西乃山，另一個山峰為何烈山。查士丁尼一世下令建造的圣凯瑟琳修道院，臨近的埃及西奈山，以及柳峰（Willow Peak），符合這個說法。因此何烈山可能即是柳峰的古名。但也有學者主張何烈山在不同地區的理論。

## 聖經段落

### 希伯來聖經
何烈山首次出現在〈出埃及記〉第3章，在摩西在米甸牧羊時，上帝在何烈山以燃燒的荊棘向他顯現。
第17章，以色列人在利非訂紮營時缺水。經由上帝的命令，摩西越過河流，用手杖擊打何烈的磐石，在此出現泉水。
第33章，在摩西上西乃山，向上帝取得十誡時，在山下的以色列人跟亞倫造了金牛犢來崇拜，引發上帝不滿。經摩西吩咐，在何烈山居住時，以色列人去除了妝飾，以表示懺悔。
在《申命記》中，上帝頒布十誡的地方，由西乃山被取代為何烈山。主要使用何烈山的名稱，而不使用西乃山。〈詩篇〉106 引用了以色列人在何烈山造金牛犢的故事。〈瑪拉基書〉以何烈山作為上帝立十誡的地方。〈列王記〉中，以利亞曾經逃難到何烈山的山洞。〈歷代記〉在提到約櫃時，說明上帝降下十誡的地方為何烈山。
根據底本學說，使用何烈山這名稱的主要是伊羅興文獻與申命記文獻，這個傳統稱呼上帝為伊羅興。而來自猶大地區的耶和華文獻與祭司文獻，主要使用西乃山的名稱。這也是底本學說成立的重要證據之一。